# Hamleys

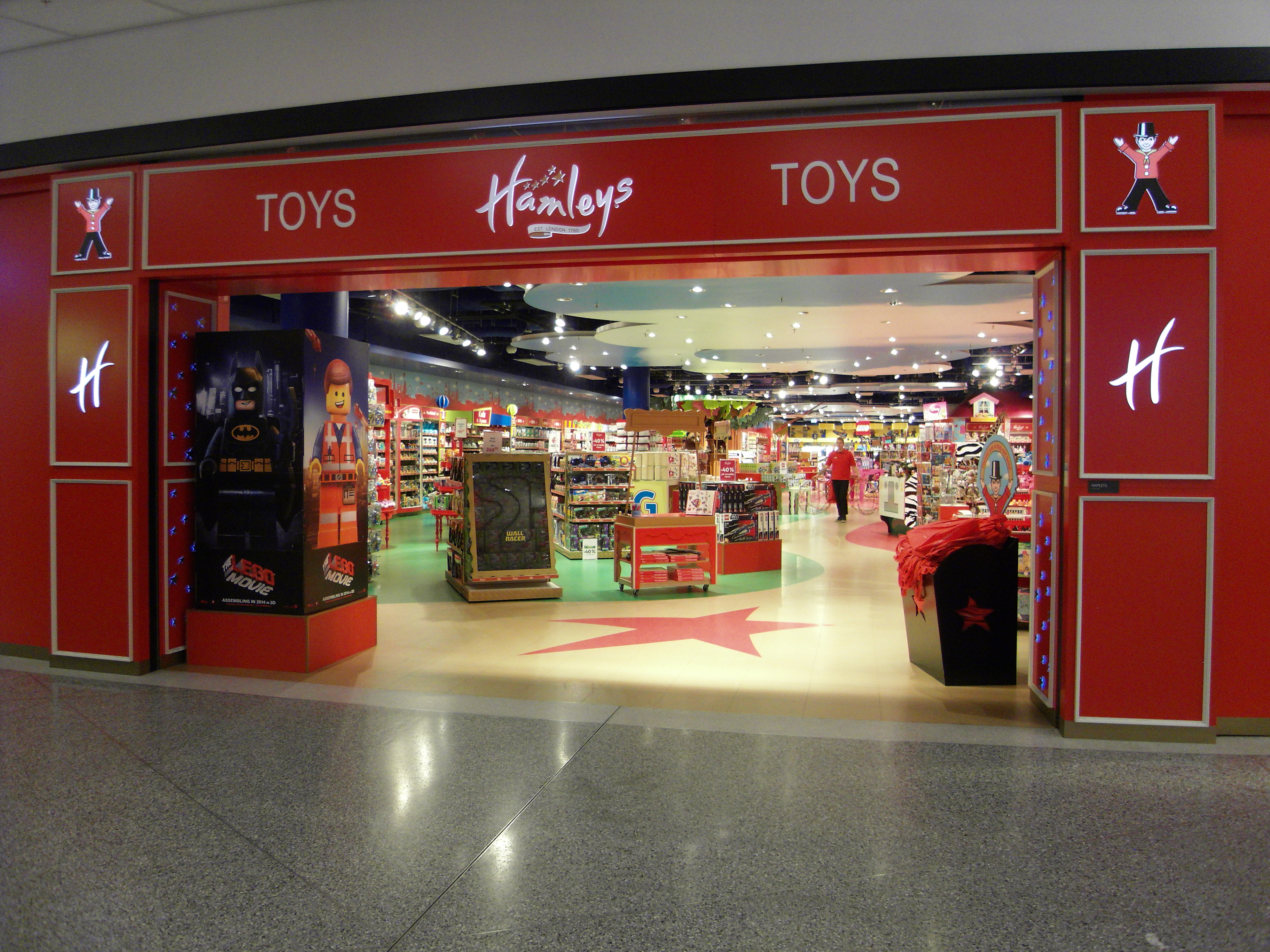
Hamleys v Malmö ve Švédsku

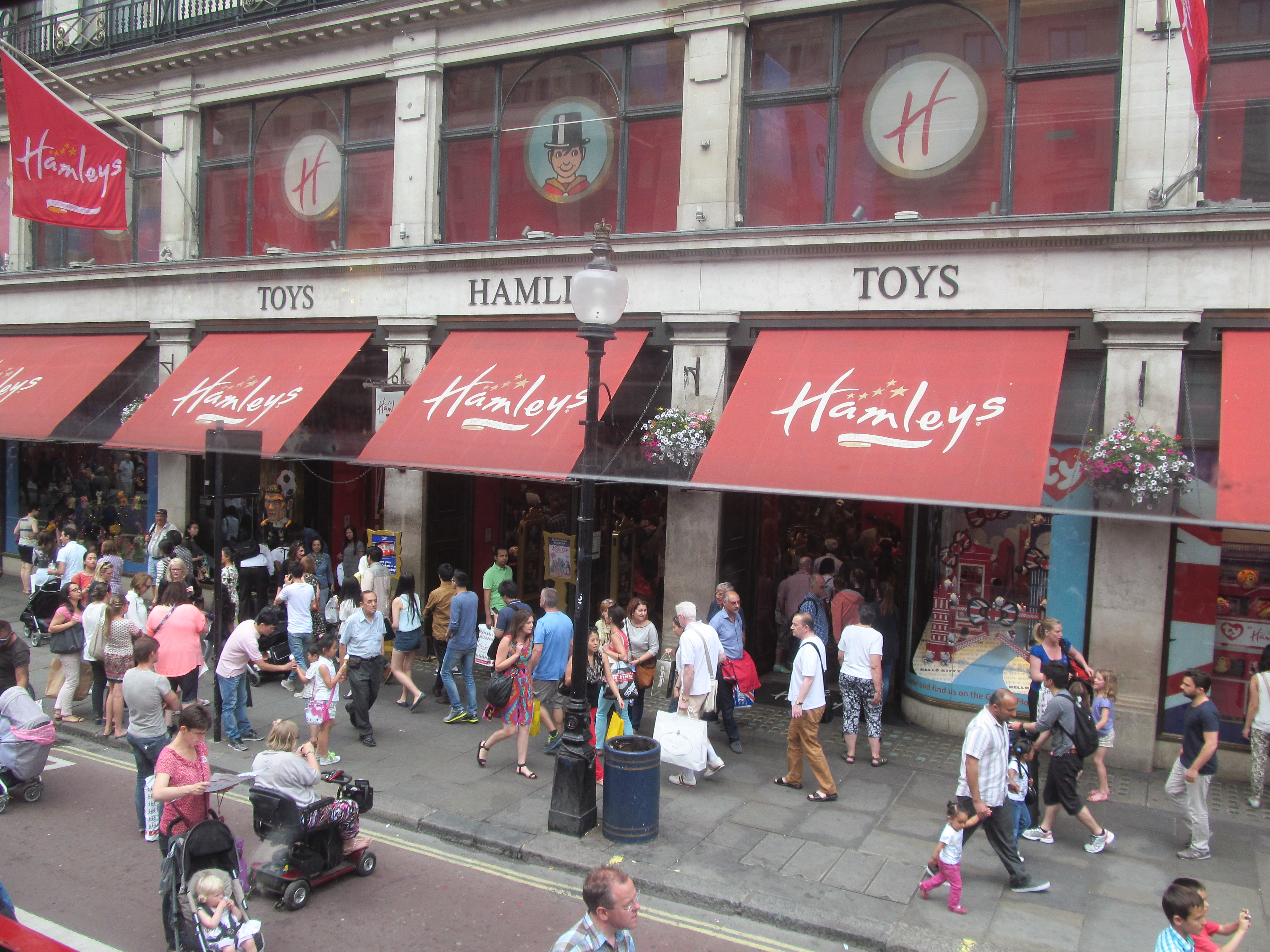
Hamleys v Londýně na Regent Street

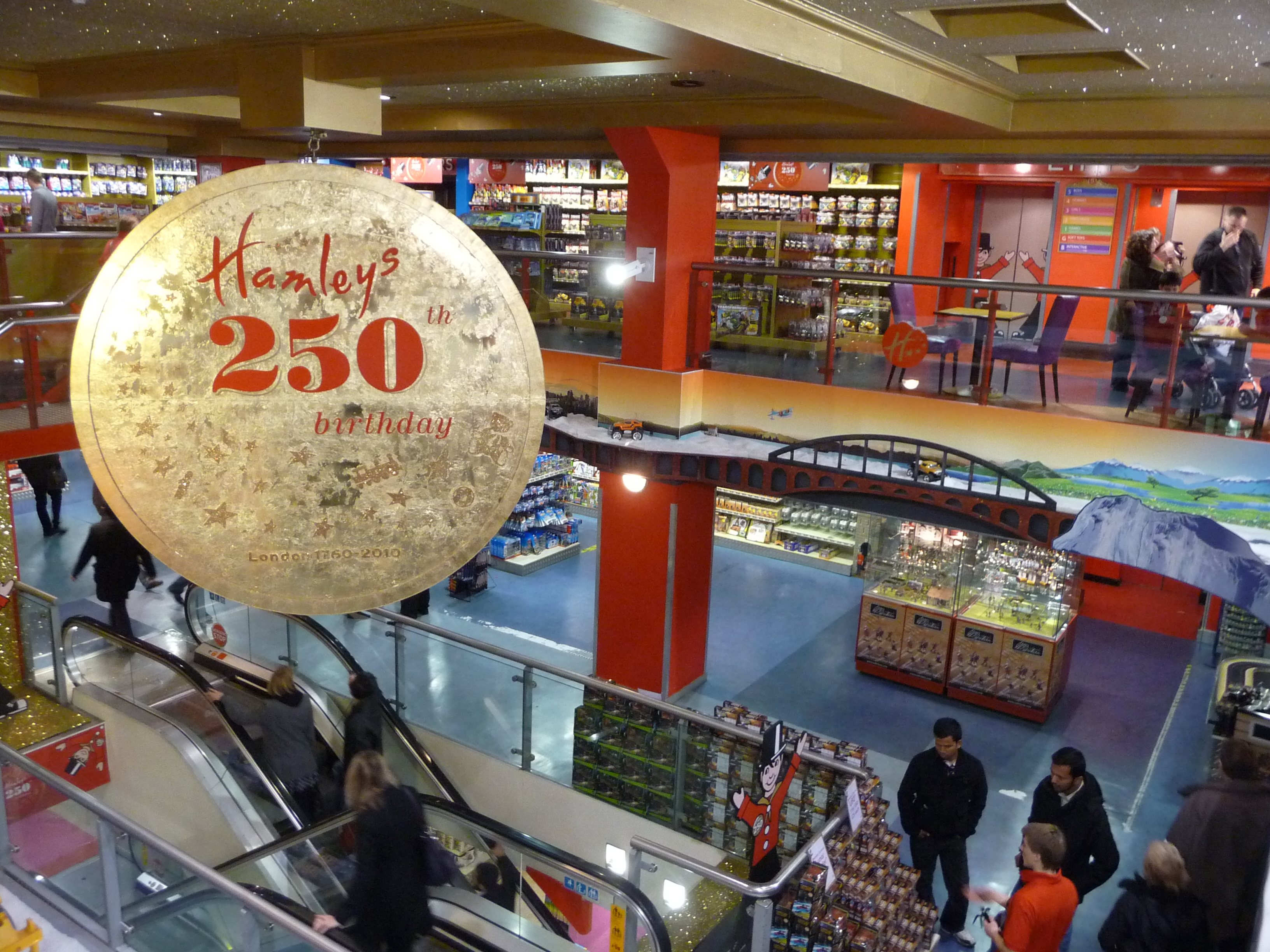
Interiér Prodejny v londýnském Westminsteru

Hamleys je britský hračkárenský řetězec, založený roku 1760 jako nejstarší na světě. Provozuje více než 110 poboček ve 21 státech zejména ve Skandinávii, Britských ostrovech, Mexiku, Asii, Blízkém východě a v Jižní Africe. Prodává převážně vlastní hračky (známí jsou např. plyšoví medvědi) ale také výrobky mezinárodních značek. Prodejny Hamleys bývají často několikapatrové, vybavené různými atrakcemi.

## Historie
Roku 1760 otevřel na High Holborn v Londýně Cornwallský rodák William Hamley obchod s hračkami, který nazval "Noemova Archa". V roce 1881 obchod schvátil požár a Hamley byl nucen svůj obchod přesunut na Regent Street. V roce 1938 udělila královna Marie hračkářství Hamleys královskou záruku. Značka se tak umístila mezi nejprestižnější výrobce hraček na světě. Pobočka na Regent Street byla za Druhé světové války zasažena při bombardování Londýna. Po válce byla prodejna zrekonstruována a znovu otevřena.

## Charakter prodejen
Prodejny bývají velké, mívají víc pater: ty větší mají i více než 4000 m². Prodejny bývají kromě hračkáství i zábavním parkem: nejčastěji se tu nachází kolotoč, různě prolézačky, skluzavky a vodní hrátky. V prodejnách často vystupují zaměstnanci převlečení za různé postavičky (maskoty značky) a zákazníci se s nimi mohou vyfotit. Vstup na atrakce je placen z tzv. Karty na atrakce, kterou je potřeba dobíjet kreditem. Pro získání karty je třeba se zaregistrovat.

## Značky Hamleys
Hamleys prodává převážně vlastní hračky dělané tradičními způsoby. Mezi tradiční produkty se řadí plastové a dřevěné hračky, plyšové hračky nebo panenky.
- Pro nejmenší – značka vyrábějící hračky ze dřeva a plastu pro předškoláky.
- Plyšové hračky – tradičně vyráběné plyšové hračky, například oblíbení medvědi
- Kreativní hračky – psací potřeby, papírnictví a kreativní potřeby.
- Luvley Boutique – dívčí značka, vyrábí kufříky, šperky a kosmetiku.
- Hračky na dálkové ovládání – hračky na dálkové ovládání
- Venkovní hračky a hry – sportovní potřeby, vodní a plavací hračky a další.

Hamleys prodává také značky známých mezinárodních výrobců značek. Řadí se mezi ně např. Barbie, Lego, Nerf, Play-Doh, Playmobil a další.

## Hamleys v Česku
V květnu 2016 bylo v Praze v ulici Na Příkopě otevřeno první české hračkářství Hamleys a zároveň druhé největší hračkářství v Evropě, svou velikostí se stala největším hračkářstvím Hamleys vůbec. V pražské pobočce se nachází různé atrakce a také možnost občerstvení. Prodejna stojí v budově bývalé pobočky ČSOB.

### Atrakce v pražské pobočce
Mezi atrakce na pražské pobočce patří Benátský kolotoč, zrcadlové bludiště, tobogán, různé prolézačky či virtual reality herna. Roku 2017 byl v hračkářství Hamleys otevřen motýlí dům Papilonia a lednu 2018 velká lego výstava Czech Repubrick, na které mohou návštěvníci vidět modely českých památek postavených z lego kostek.

### Hamleys POP Airport
Nové pražské nákupní centrum Prague The Style Outlets (Nyní již POP Airport) nedaleko Letiště Václava Havla bylo otevřena 18. května 2018 a jeho součástí byla i druhá pobočka Hamleys v Praze i v celém Česku.

### Hamleys Letiště Václava Havla Praha
V Prosinci 2018 Hamleys otevřelo prodejnu na pražském letišti Václava Havla (Terminál 2). Jde tak o třetí pobočku v ČR původně britské značky, kterou na tuzemském trhu zastupuje společnost Inexad. Rozlohou se jedná o cca 100m²

### Uzavření poboček
Na začátku roku 2024 se společnost Inexad podnikatele Pavla Čmelíka, nedohodla na licenci s vlastníkem Hamleys. Obchody se po ztrátě licence přejmenovaly na The Playground, kde se obchod více zaměřuje na indoor zábavního centra.

## Hamleys ve světě
Hamleys provozuje téměř 116 prodejen ve 21 světových státech.

### Evropa
| Země               | Počet prodejen | Poznámky |
| ------------------ | -------------- | --- |
| Dánsko             | 1              | Prodejna v Kodani                                                                                                  |
| Polsko             | 1              | Prodejna ve Varšavě.                                                                                               |
| Turecko            | 1              | Prodejna v Istanbulu                                                                                               |
| Spojené království | 18             | Sídlo společnosti. Pobočky v Londýně, Glasgow, Cardiffu, Birminghamu, Manchesteru, Kentu, Yorku a dalších městech. |
| Irsko              | 1              | Prodejna v Dublinu                                                                                                 |
| Albánie            | 1              | Prodejna v Tiraně                                                                                                  |

### Asie
| Země     | Počet prodejen | Poznámky |
| -------- | -------------- | --- |
| Čína     | 2              | Prodejny v Nankingu a Sü-čou, plánována další velká expanze.                                                |
| Indie    | 45             | Prodejny v Čandígaru, Čennaí, Dillí, Bombaji, Kalkatě, Puné, Tháné a dalších městech. Největší trh řetězce. |
| Singapur | 2              | Prodejny v Singapuru                                                                                        |
| Malajsie | 5              | Prodejny v Kuala Lumpur                                                                                     |
| Filipíny | 2              | Prodejny v Manile                                                                                           |
| Vietnam  | 1              | Prodejna v Ho Či Minově Městě                                                                               |

### Blízký Východ
| Země                    | Počet prodejen | Poznámky                        |
| ----------------------- | -------------- | ------------------------------- |
| Egypt                   | 3              | Prodejny v Káhiře               |
| Jordánsko               | 5              | Prodejny v Ammánu               |
| Katar                   | 1              | Prodejna v Dauhá.               |
| Saúská Arábie           | 1              | Prodejna v Rijádu.              |
| Spojené arabské emiráty | 3              | Prodejny v Dubaji a v Abú Dhabí |

### Afrika
| Země                  | Počet prodejen | Poznámky                                                     |
| --------------------- | -------------- | ------------------------------------------------------------ |
| Jihoafrická republika | 8              | Prodejny v Johannesburgu, Kapském Městě a v dalších městech. |

### Střední Amerika
| Země   | Počet prodejen | Poznámky               |
| ------ | -------------- | ---------------------- |
| Mexiko | 3              | Prodejny v Mexiko City |

### Plánovaná expanze
| Země      | Poznámky                                               |
| --------- | ------------------------------------------------------ |
| USA       | Plánují se prodejny v New Yorku, Orlandu a Los Angeles |
| Rakousko  | Plánovaná pobočka ve Vídni                             |
| Slovensko | -                                                      |
| Maďarsko  | -                                                      |

### Uzavřeno
| Země    | Počet poboček (nyní uzavřeno) |
| ------- | ----------------------------- |
| Švédsko | 2                             |
| Norsko  | 1                             |
| Česko   | 3                             |
| Finsko  | 1                             |
| Rusko   | 10                            |
| Kypr    | 1                             |